# Browary w Kłodzku
Browary w Kłodzku – browary funkcjonujące w Kłodzku, w XIX i XX w.
1. Browar Michaela Kirchbergera (1898-1920), wcześniej Blecha (1865-1898), ul. Łukasińskiego, (niem. Frankensteinerstr.)
2. Browar kłodzki i fabryka marmolady (niem. Glatzer Brauhaus) właściciele Albert Brosig (1865-1889)  Ashera May (1889-1907),  ul. Połabska  (niem. Mältzstrasse) i ul. Śląska (niem. Königsheinerstr.)
3. Browar Nathana Zimmermanna (1987-1907), wcześniej Rosenberga (1848, 1865-71),  okolice Rynku: ul. Spadzista 6 (1848, niem. Baderberg 106), ul. Czeska 21, (Browar Mieszczański, ul. Daszyńskiego 14 niem. Minoritenstraße)
4. Browar Braci Stephan (1880–1912), ul. J. Chełmońskiego 5
5. Kreuz-Brauerei, ul. Stryjeńskiej 2 (niem. Mühlgasse), budynek z 1760, przebudowywany do XX w.[1][2]
6. Brauerei Guttwein (1865-1870), Brauerei J. Siegel (1870-1874), Brauerei J. Opitz (1874-1880), ul. Artura Grottgera, (niem. Rossmarktstr.)
7. Brauerei Julius Müller (1854, 1865-1887), Brauerei Max Müller (1887-1908), Müller`s Lagerbierbrauerei, Inh. Franz Thiel (1908-1945), ul. Armii Krajowej (niem. Schwedeldorferstr. 162)
8. Brauerei Hilbert (1865-1870), Brauerei Friedr. Wolf (1870-1875), Brauerei Friedr. Wolf Wwe. (1875-1880) ul. Artura Grottgera 5 (niem. Rossmarktstr.)[3]
9. Brauerei Koschel (1865-1872), Brauerei A. Wunsch (1872-1880)
10. Brauerei Anton Linder (1873-1902), Brauerei A. Linder Nachf., Inh. A. Linder (1902-1920), Brauerei Paul Weinitschke (1920-1938), Brauerei Karl Weinitschke (1938-1942)
11. Brauerei Jos. Rolle (1865-1895)[4]

## Zobacz
- Browary w Nowej Rudzie